# Liste der Äbtissinnen des Klosters Andlau

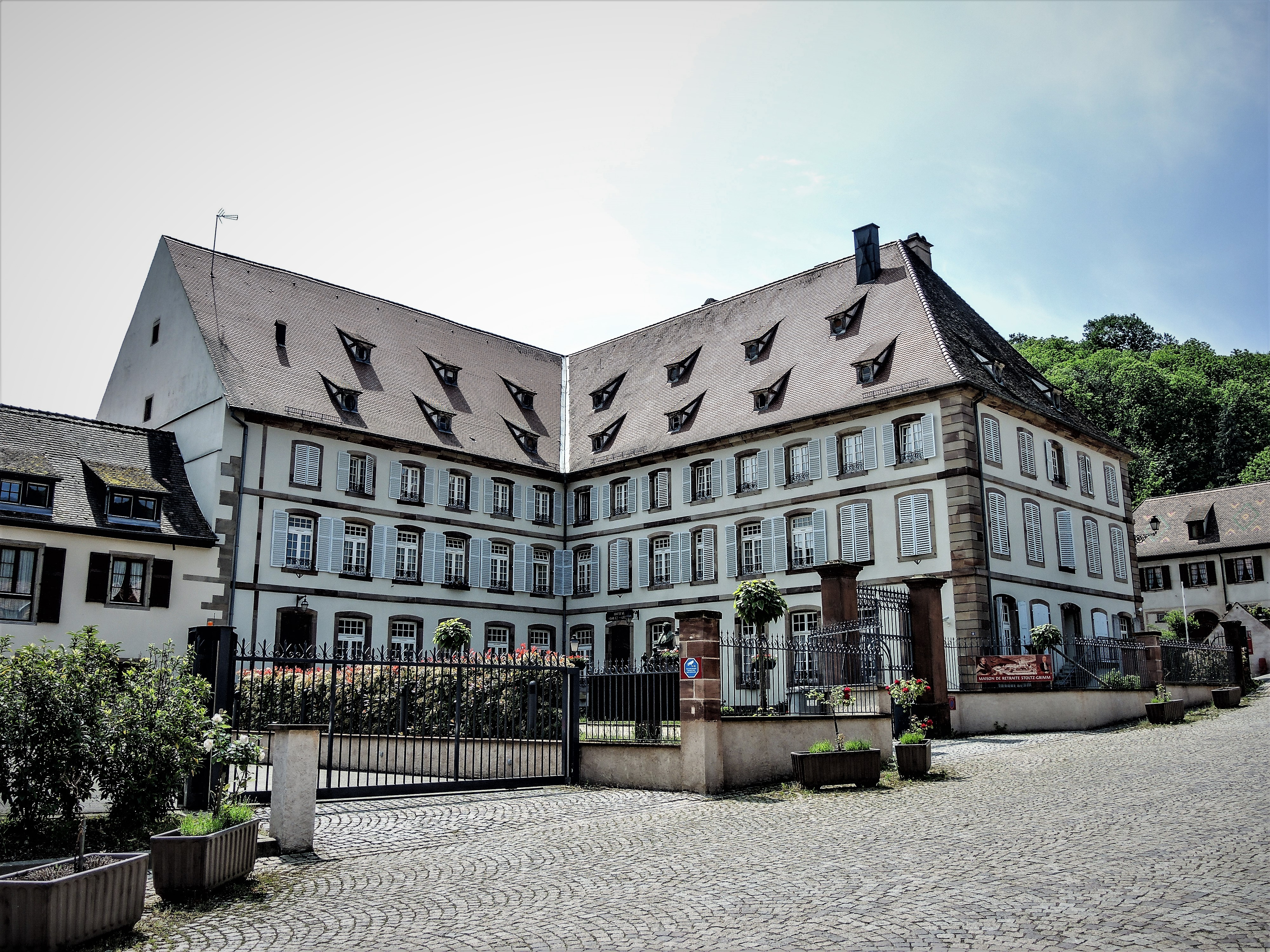
Ehemaliges Palais der Äbtissinnen, heute Hôpital Stoltz-Grimm in Andlau

Die Liste der Äbtissinnen des Klosters Andlau verzeichnet die Äbtissinnen und Fürstäbtissinnen des vom 9. Jahrhundert bis zur Französischen Revolution bestehenden Benediktinerinnenklosters Andlau im Elsass.

## Liste
Folgende Äbtissinnen sind bekannt:
- Kaiserin Richardis, Ehefrau von Karl dem Dicken, gründete das Kloster um 880 und wurde auch dessen erste Äbtissin.
- Rotrud, Tochter von König Ludwig II. von Frankreich, 912 als Äbtissin von Andlau erwähnt.
- „Charité“, eine Nichte der Gründerin.
- Adelaide
- Madleine
- Otique, als Äbtissin genannt 973.
- Brigida, als Äbtissin genannt 1024, Tochter von Herzog Heinrich II. von Bayern und Schwester von Kaiser Heinrich II.
- Mathilde, als Äbtissin genannt 1056, aus dem Hause der Salier.[Anm. 2]
- Judith, als Äbtissin genannt 1064.
- Mathilde, als Äbtissin genannt 1158.
- Adelaide, als Äbtissin genannt 1214.
- Hedwig II. von Königheim, als Äbtissin genannt 1223[2][Anm. 3], 1234.
- Agnes
- Kunigunde, als Äbtissin genannt 1292.
- Mathilde, als Äbtissin genannt 1309.
- Sophie von Ribeaupierre[3], 1335 zurückgetreten und zog sich ins Kloster Alspach zurück.
- Kunigunde von Groß-Geroldseck 1333 (?) – † vor 1349[4][Anm. 4]
- Katharina von Andlau, 1342
- Adelaide von Groß-Geroldseck, 1360[5]
- Elisabeth von Ribeaupierre[Anm. 5]
- Elisabeth von Groß-Geroldseck, 1377.
- Anne von Festingen[Anm. 6]
- Elisabeth von Oberkirch, 1395.
- Sophie von Andlau, 1444.
- Susanne von Eptingen, 1479.
- Barbara von Knobloch, (bis ?) 1493.
- Adele von Mühlhofen, (ab ?) 1493.
- Kunigunde von Reinach, 1537.
- Kordula von Krozingen, 1572.
- Marie-Madeleine von Rebstock, Herrin von Wangenbourg und Marlenheim etc., 1578–1609[6]
- Ursula Reich von Reichenstein, 1609 (?)–1638.
- Sabine von Offenburg, 1638–1656.
- Beatrice von Eptingen.
- Kunigunde von Beroldingen, († 1700).
- Cléophée von Flachslanden, 1708–1755.
- Madeleine von Flachslanden, 1755–1771
- Eusebia von Breitenlandenberg, 1771–1776
- Sophie Truchsessin von Rheinfelden, 1776–1790.